# William C. Feazel
William Crosson Feazel, född 10 juni 1895 i Union Parish, Louisiana, död 16 mars 1965 i Shreveport, Louisiana, var en amerikansk demokratisk politiker. Han representerade delstaten Louisiana i USA:s senat från maj till december 1948.
Feazel var verksam inom olje- och naturgasbranschen. Han var ledamot av Louisiana House of Representatives, underhuset i delstatens lagstiftande församling, 1932-1936.
Senator John H. Overton avled 1948 i ämbetet och guvernören i Louisiana Earl Long utnämnde Feazel till senaten fram till fyllnadsvalet senare samma år. Feazel kandiderade inte i fyllnadsvalet och han efterträddes som senator av guvernörens brorson Russell B. Long.
Feazels grav finns på Hasley Cemetery i West Monroe.